# مناطق الضفة الغربية في اتفاقية أوسلو الثانية

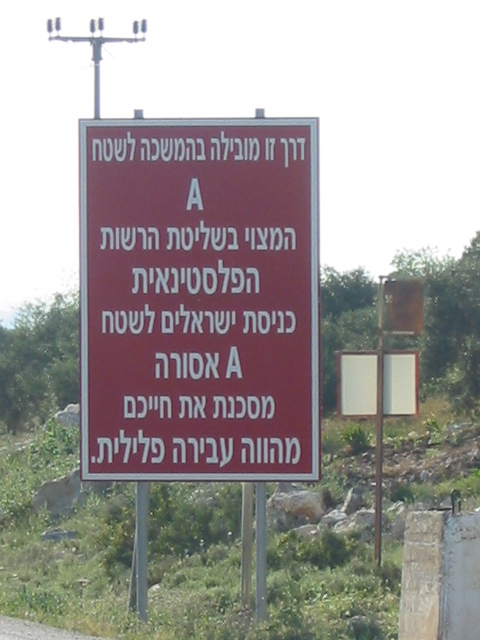
علامة إسرائيلية على الطريق تحذر المواطنين الإسرائيليين من أن الدخول إلى المنطقة "أ" ممنوع وأنه يعرض الحياة للخطر ويُعد جريمة جنائية.

أنشأ اتفاق أوسلو الثاني ثلاثة أقسام إدارية مستقلة مؤقتة في الضفة الغربية، وهي المناطق أ وب وج، حتى يتم وضع اتفاق نهائي لهذه الحالة. وهذه المناطق غير متجاورة، ولكنها مجزأة حسب المناطق السكنية المختلفة فضلاً عن المتطلبات العسكرية الإسرائيلية.

## الأقسام

### المنطقة أ
المنطقة أ (سيطرة مدنية وأمنية كاملة من قبل السلطة الفلسطينية): حوالي 3% من الضفة الغربية، باستثناء القدس الشرقية (المرحلة الأولى، 1995). وفي عام 2011: 18%. وتشمل هذه المنطقة جميع المدن الفلسطينية والمناطق المحيطة بها، مع عدم وجود مستوطنات إسرائيلية. ويُعد الدخول إلى هذه المنطقة محظورًا على جميع المواطنين الإسرائيليين بموجب القانون الإسرائيلي. ولا يتواجد جيش الاحتلال الإسرائيلي في هذه المنطقة، لكنه يشن غارات في بعض الأحيان لاعتقال نشطاء مشتبه بهم.

### المنطقة ب
المنطقة ب (السيطرة المدنية الفلسطينية والسيطرة الأمنية الإسرائيلية الفلسطينية المشتركة): حوالي 25% (المرحلة الأولى، 1995). وفي عام 2011: 21%. وتشمل مناطق العديد من البلدات والقرى والمناطق الفلسطينية، مع عدم وجود مستوطنات إسرائيلية.

### المنطقة ج
المنطقة ج (سيطرة مدنية وأمنية إسرائيلية كاملة، ما عدا على المدنيين الفلسطينيين): حوالي 72% (المرحلة الأولى، 1995). وفي عام 2011: 61%. وتشمل هذه المناطق جميع المستوطنات الإسرائيلية (المدن والبلدات والقرى) والأراضي القريبة ومعظم الطرق التي تربط المستوطنات (والتي يقتصر استخدامها على الإسرائيليين فقط) وكذلك المناطق الاستراتيجية التي توصف بأنها «مناطق أمنية.» وقد كان هناك 1000 مستوطن إسرائيلي يعيشون في المنطقة «جـ» في عام 1972، وبحلول عام 1993، ارتفع عدد السكان إلى 110000. واعتبارًا من عام 2012، أصبح عددهم أكثر من 300000 - مقابل 150000 فلسطيني، غالبيتهم من البدو والفلاحين.

### تعريف أوسلو للمنطقة ج
تعرف أوسلو الثانية المنطقة ج على النحو التالي:
"المنطقة ج" تعني مناطق الضفة الغربية الواقعة خارج المنطقتين (أ) و(ب)، والتي ستنقل تدريجيًا إلى الولاية القضائية الفلسطينية وفقًا لهذه الاتفاقية، باستثناء القضايا التي سيتم التفاوض بشأنها في مفاوضات الوضع الدائم.
القضايا التي سيتم التفاوض بشأنها وفقًا للمادة السابعة عشرة، هي "القدس، المستوطنات، المواقع العسكرية المحددة، واللاجئين الفلسطينيين، الحدود، العلاقات الخارجية والإسرائيليون. و... السلطات والمسؤوليات التي لم تنقل إلى المجلس". أجزاء من المنطقة (ج) هي منطقة عسكرية مغلقة أمام الفلسطينيين.

### نقل ملكية المنطقة ج
وكان من المقرر تسليم جزء من المنطقة ج للفلسطينيين بحلول نهاية عام 1999. ووعدت إسرائيل بإعادة نشر قواتها من المنطقتين (أ) و(ب) قبل الانتخابات. بعد افتتاح برلمان فلسطيني منتخب، سيتم حل الإدارة المدنية الإسرائيلية وسحب الحكومة العسكرية الإسرائيلية. وسيحصل المجلس على بعض السلطات والمسؤوليات.
في غضون 18 شهرا من تاريخ الافتتاح، ستعيد إسرائيل نشر قواتها العسكرية من المنطقة ج على ثلاث مراحل، ولكن دون نقل أي سيادة إلى الفلسطينيين:
يتولى المجلس الصلاحيات والمسؤوليات المتعلقة بالشؤون المدنية، وكذلك النظام العام والأمن الداخلي، وفقًا لهذا الاتفاق.
1. تنقل إسرائيل السلطات والمسؤوليات المنصوص عليها في هذا الاتفاق من الحكومة العسكرية الإسرائيلية وإدارتها المدنية إلى المجلس وفقًا لهذه الاتفاقية. وستواصل إسرائيل ممارسة السلطات والمسؤوليات التي لم تنقل على هذا النحو.
5. بعد تنصيب المجلس تحل الإدارة المدنية في الضفة الغربية وتسحب الحكومة العسكرية الإسرائيلية. لا يمنعها انسحاب الحكومة العسكرية من ممارسة السلطات والمسؤوليات التي لم تنقل إلى المجلس.
وسيُعاد نشر القوات العسكرية في "مواقع عسكرية محددة" في الضفة الغربية، على أن يتم التفاوض بشأنها في غضون 18 شهرا في إطار مفاوضات الوضع النهائي. انتخب المجلس التشريعي في يناير/كانون الثاني 1996.

### استخدام المنطقة ج

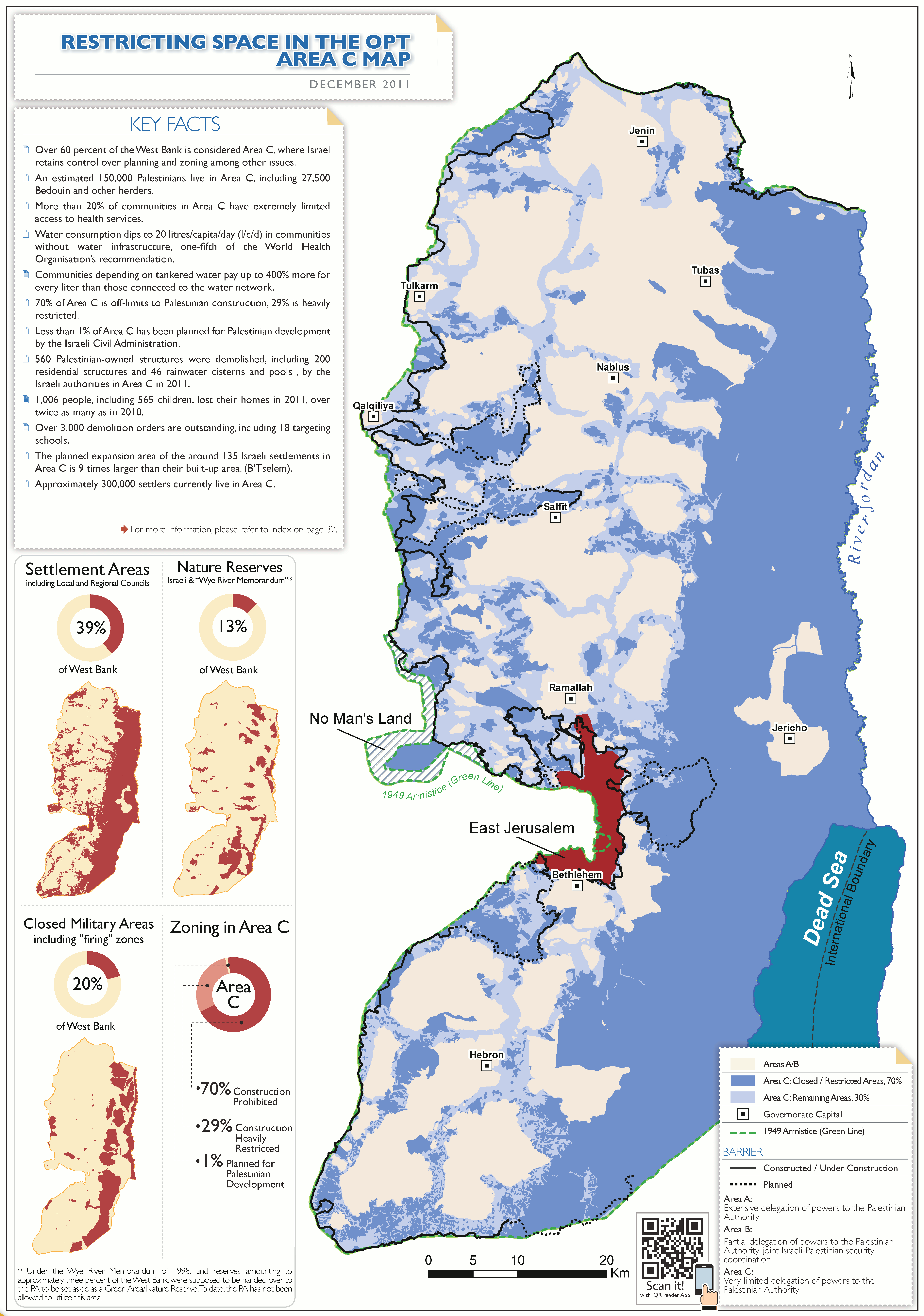
خريطة مكتب تنسيق الشؤون الإنسانية للأرض الفلسطينية المحتلة للمنطقة (ج). أكثر من 99% من المنطقة (ج) مقيدة بشدة أو يحظر استغلالها من طرف الفلسطينيين، مع تخصيص 68% للمستوطنات الإسرائيلية، وحوالي 21% للمناطق العسكرية المغلقة، وحوالي 9% للمحميات الطبيعية. ووفقا للبنك الدولي، فإن تصاريح البناء لأغراض سكنية أو اقتصادية "يكاد يكون من المستحيل" على الفلسطينيين الحصول عليها. obtain.

تحتوي المنطقة ج، التي يستثنى استخدام الفلسطينيين 99% منها، على معظم الموارد الطبيعية والمساحات المفتوحة في الضفة الغربية، والتي وفقًا للبنك الدولي، من شأنها أن تمكن الفلسطينيين من خفض العجز في ميزانيتهم إلى النصف وأن تؤدي إلى توسع اقتصادهم بنسبة الثلث. وفقًا لداني روبنشتاين: "الكثير من الأراضي في المنطقة ج غير مستغلة. غير أن إسرائيل لا تسمح للفلسطينيين بالبناء لأغراض سكنية أو تجارية أو صناعية".
تعرف 70 في المائة من المنطقة بأنها تقع ضمن الحدود البلدية للمستوطنين، حيث يرفض منح الفلسطينيين تصاريح استغلال تلك الأراضي. وتشير تقديرات البنك الدولي إلى أن ذلك قد تسبب في خسارة محتملة للاقتصاد الفلسطيني تبلغ 14 بليون دولار من الإيرادات.
وفقا لتقرير الاتحاد الأوروبي لعام 2013، قوضت السياسات الإسرائيلية الوجود الفلسطيني في المنطقة ج، مع تدهور في الخدمات الأساسية مثل إمدادات المياه والتعليم والمأوى. وما يقرب من 70 في المائة من القرى الفلسطينية غير موصولة بشبكة المياه التي تخدم المستوطنين، مما يفسر حقيقة أن الفلسطينيين في المنطقة لا يستهلكون سوى ما يتراوح بين ربع وثلث نصيب الفرد من استهلاك المستوطنين.
لا يمكن للفلسطينيين البناء في المنطقة ج دون تصريح  من الجيش؛ ومع ذلك، فإن تطبيقات البناء مكلفة وتبلغ نسبة الموافقة عليها 5 %. ونتيجة لذلك، فإن معظم الفلسطينيين الذين يبنون هناك يفعلون ذلك بشكل غير قانوني. تقوم إسرائيل بهدم نحو 200 مبنى في السنة في المنطقة ج.
أصدرت إسرائيل منذ عام 1988 أكثر من 14,000 أمر بهدم مبان يملكها فلسطينيون في المنطقة ج وحتى كانون الثاني/يناير 2015، نُفذ ما يقرب من 20 في المائة من أوامر الهدم الصادرة،ولا يزال أكثر من 11,000 منها معلقا، مما يؤثر على ما يقدر بنحو 17,000 مبنى.
وفقا للأمم المتحدة، يخصص التخطيط الإسرائيلي في المنطقة ج مساحة أكبر ب 13 مرة للمستوطنين الإسرائيليين مقارنة بالفلسطينيين هناك. وقد خصص للمستوطنين الإسرائيليين حوالي 790 مترًا مربعًا للفرد، في حين خُصص للفلسطينيين نحو 60 مترًا مربعًا للفرد.
خلال الفترة 1988-2014، أصدرت الإدارة المدنية الإسرائيلية 6,948 أمر هدم لمباني في مستوطنات تقع في المنطقة ج. اعتبارًا من يناير 2015، تم تصنيف 12% منها على أنها منفذة، وألغي 2% منها، و2% أخرى "جاهزة للتنفيذ" و2% معلقة بسبب الإجراءات القانونية. وصُنِّف أكثر من ثلث الأوامر على أنها "قيد التنفيذ"، في حين أن الوضع الحالي لنحو 45 في المائة من أوامر الهدم مباني المستوطنات غير معروف.

## انتهاك الاتفاقات
يتم تعريف المنطقة «ب» بأنها منطقة خاضعة للسيطرة المدنية الفلسطينية والسيطرة العسكرية الإسرائيلية، ووفقًا لدرور إتكيس، انتهك المستوطنون الإسرائيليون الاتفاقات من خلال الانتشار في المنطقة «ب» والاستيلاء على أراض فلسطينية لزراعتها واستيطانها. ويستشهد بأمثلة منها مستوطنة عمونا، وتجاهل عوفرا، حيث يقول أنها أرض تابعة لسكان قرية دير دبوان تم الاستيلاء عليها لإعادة تطويرها؛ ويقول أن مستوطنة إيتمار استولت على الأراضي والموارد التابعة لقرى المنطقة «ب» في يانون وعورتا وعينابوس؛ كما يقول أن المستوطنين استولوا على أراضي المنطقة «ب» بالقرب من إيش كودش ومتسبيه هيلا شرق شيلو؛ ويوضح أن المستوطنين في مستوطنة معالية افرايم قد بنوها في محمية طبيعية أُنشئت بموجب اتفاقية واي ريفر.

## مواقع دينية
وافق الجانب الفلسطيني (أصبح فيما بعد السلطة الوطنية الفلسطينية) على ضمان حرية الوصول إلى قائمة محددة من المواقع الدينية اليهودية الواقعة في مناطق «أ» و«ب» كما هو محدد في الاتفاق الانتقالي بشأن الضفة الغربية وقطاع غزة عام 1995، ولكن بسبب الوضع الأمني غير المستقر، يحد جيش الاحتلال الإسرائيلي الزيارات التي يقوم بها اليهود لتقتصر فقط على المناسبات النادرة. وفي المنطقة «جـ»، يُمنح الفلسطينيون الحق في زيارة المغطس على نهر الأردن والنبي موسى.

## وصلات خارجية
- Area C and Palestinian State Building - Redress Information